# Nicole DeHuff
Nicole DeHuff (* 6. Januar 1975 in Antlers, Oklahoma; † 16. Februar 2005 in Los Angeles, Kalifornien) war eine US-amerikanische Schauspielerin.

## Leben
Sie absolvierte die Carnegie Mellon University’s School of Drama 1998 mit einem Bachelor in Drama und war seit dem 11. November 2000 mit dem Regisseur Ari Palitz verheiratet. Nach ihrem Studium ging sie nach Los Angeles.
Ihr erster Film war 2000 Meine Braut, ihr Vater und ich (mit Robert De Niro und Ben Stiller), in dem sie die jüngere Schwester Debbie der Hauptdarstellerin spielte.
Wegen starker Schmerzen suchte sie im Februar 2005 zweimal ein Krankenhaus auf, wurde aber beide Male wieder nach Hause geschickt, da die Ärzte ihre schwere Lungenentzündung nicht erkannten. Kurz vor ihrem Tod brach sie zu Hause mit Atemnot zusammen. Nicole DeHuff wurde 30 Jahre alt.

## Filmografie
DeHuff erschien auch in den Filmen Suspect Zero – Im Auge des Mörders und See Arnold Run und hatte eine Hauptrolle im Film Unbeatable Harold, der unter der Regie ihres Mannes gedreht wurde.
Sie hatte eine dauerhafte Rolle in der Fernsehserie The Court und war auch in Serien wie CSI: Miami, Without a Trace – Spurlos verschwunden, Polizeibericht, Practice – Die Anwälte und Monk zu sehen.